# IC 1429
IC 1429 је појединачна звијезда у сазвјежђу Пегаз која се налази на листи објеката дубоког неба у Индекс каталогу.
Деклинација објекта је + 10° 6' 33" а ректасцензија 22h 7m 2,5s.